# 궁S
《궁S》는 2007년 1월 10일부터 2007년 3월 15일까지 방영된 문화방송 수목 미니시리즈이다. 2006년 초에 방영된 드라마 《궁》의 속편 드라마이다.

## 소개
조선 철종 임금의 이야기를 모티브로 평범한 짜장면 배달원이었던 이후가 엉겁결에 궁에 입궁하며 벌어지는 이야기

## 등장 인물

### 주요 인물
- 최동욱 : 영성공 이후 역
- 허이재 : 양순의 역
- 강두 : 문성공 이준 역
- 박신혜 : 신세령 역

### 황실 사람들
- 오미희 : 황태후 역
- 명세빈 : 여황제 화인 역
- 하재영 : 효성대공 역
- 천호진 : 효장대공 이겸 역
- 윤예희 : 효장대부인 장윤희 역
- 차현정 : 민시연 역
- 이홍표 : 민영현 역
- 이호재 : 지신사 역
- 전혜수 : 시종관 역
- 예수정 : 한상궁 역
- 서송희 : 마용남 역

### 수학원 사람들
- 소영돈 : 인우 역
- 소도비 : 민혁 역
- 이주현 : 윤철 역
- 마크 앙드레 조르단 : 알렉산더 폰 에스텔하지 역
- 이만영 : 곽내관 역

### 인천 친구들
- 송백경 : 불밤 역
- 김창성 : 쭈바 역
- 조성환 : 쪼댕 역
- 황인우 : 황카 역

### 그 밖의 인물들
- 이기영 : 조상기 역
- 김홍식 : 신재만 역
- 이종구 : 황실종친 역
- 서정주 : 지밀나인 역

### 특별출연
- 정혜영 : 강씨부인 강수영 역
- 미상 : 회민 황태제 역 (효성대공의 아들)
- 하재영 : 효인대공 역
- 배기성 : 귀족남 허장성 역

## 시청률
| 2007년      | 2007년      | 2007년          |
| 회차        | 방송일      | TNmS 시청률     |
| 회차        | 방송일      | 대한민국 (전국) |
| ----------- | ----------- | --------------- |
| 제1회       | 1월 10일    | 15.3%           |
| 제2회       | 1월 11일    | 14.3%           |
| 제3회       | 1월 17일    | 12.5%           |
| 제4회       | 1월 18일    | 11.7%           |
| 제5회       | 1월 24일    | 10.2%           |
| 제6회       | 1월 25일    | 9.3%            |
| 제7회       | 1월 31일    | 9.0%            |
| 제8회       | 2월 1일     | 9.0%            |
| 제9회       | 2월 7일     | 6.5%            |
| 제10회      | 2월 8일     | 5.9%            |
| 제11회      | 2월 14일    | 6.8%            |
| 제12회      | 2월 15일    | 6.4%            |
| 제13회      | 2월 21일    | 5.2%            |
| 제14회      | 2월 22일    | 5.9%            |
| 제15회      | 2월 28일    | 4.8%            |
| 제16회      | 3월 1일     | 5.3%            |
| 제17회      | 3월 7일     | 4.9%            |
| 제18회      | 3월 8일     | 4.7%            |
| 제19회      | 3월 14일    | 4.2%            |
| 제20회      | 3월 15일    | 4.6%            |
| 평균 시청률 | 평균 시청률 | 7.8%            |

방영 초기에는 15.3%의 최고 시청률을 기록하였지만, 19회에는 4.2%의 최저 시청률로 급락되었다. 마지막은 저조한 시청률로 마무리를 지었다.

## 같이 보기
- 외과의사 봉달희 : 같은 시간대 SBS의 드라마.
- 달자의 봄 : 같은 시간대 한국방송의 드라마.
- 궁 : 《궁S》의 전편. 2006년 초 문화방송에서 방영된 드라마.